# Сапфическая строфа
Сапфи́ческая строфа́ Большая, Сапфи́ческая строфа́ Малая — строфы в античном стихосложении. Как считается, впервые употреблены греческой поэтессой Сапфо. В римской лирике малая строфа заимствуется Катуллом и Горацием, большая — Горацием. Малая Сапфическая строфа — одна из наиболее употребительных систем в поздней античной поэзии. В русской литературе малую сапфическую строфу на базе тонико-силлабического стихосложения воспроизводили поэты разного времени: Александр Радищев, Валерий Брюсов, Игорь Вишневецкий, Григорий Дашевский и другие.
Малая Сапфическая строфа, три сапфических одиннадцатисложных стиха + адоний:
—U ¦ —X | —UU— | U— ¦ X

—U ¦ —X | —UU— | U— ¦ X

—U ¦ —X | —UU— | U— ¦ X

—UU | —X
др.-греч. Φαίνεταί μοι κῆνος ἴσος θέοισιν

ἔμμεν ὤνηρ, ὄστις ἐναντίος τοι

ἰζάνει καì πλασίον ἆδυ φωνεύ-

       σας ὑπακούει.
(Сапфо, 31)
Iām satīs tērrīs nivis ātque dīrāe

grāndinīs mīsīt Pater ēt rubēntē

dēxterā sācrās iaculātus ārcēs

       tērruit Ūrbem.
(Horatius, Carmina I 2, 1—4)
Но́чь была́ прохла́дная, све́тло в не́бе,

Зве́зды бле́щут, ти́хо исто́чник лье́тся,

Ве́тры не́жны ве́ют, шумя́т листа́ми

       То́поли бе́лы.
(Радищев, «Сапфические строфы», 1—4)
Большая Сапфическая строфа, первый акаталектический ферекратей + большой сапфический стих:
—UU— | U— ¦ X

       —U ¦ —X | —UU— | —UU— | U— ¦ X
Lydia, dīc, per ōmnīs

       tē deōs ōrō, Sybarīn cūr properēs amāndō
(Horatius, Carmina I 8, 1—2)